# Volby v Berlíně

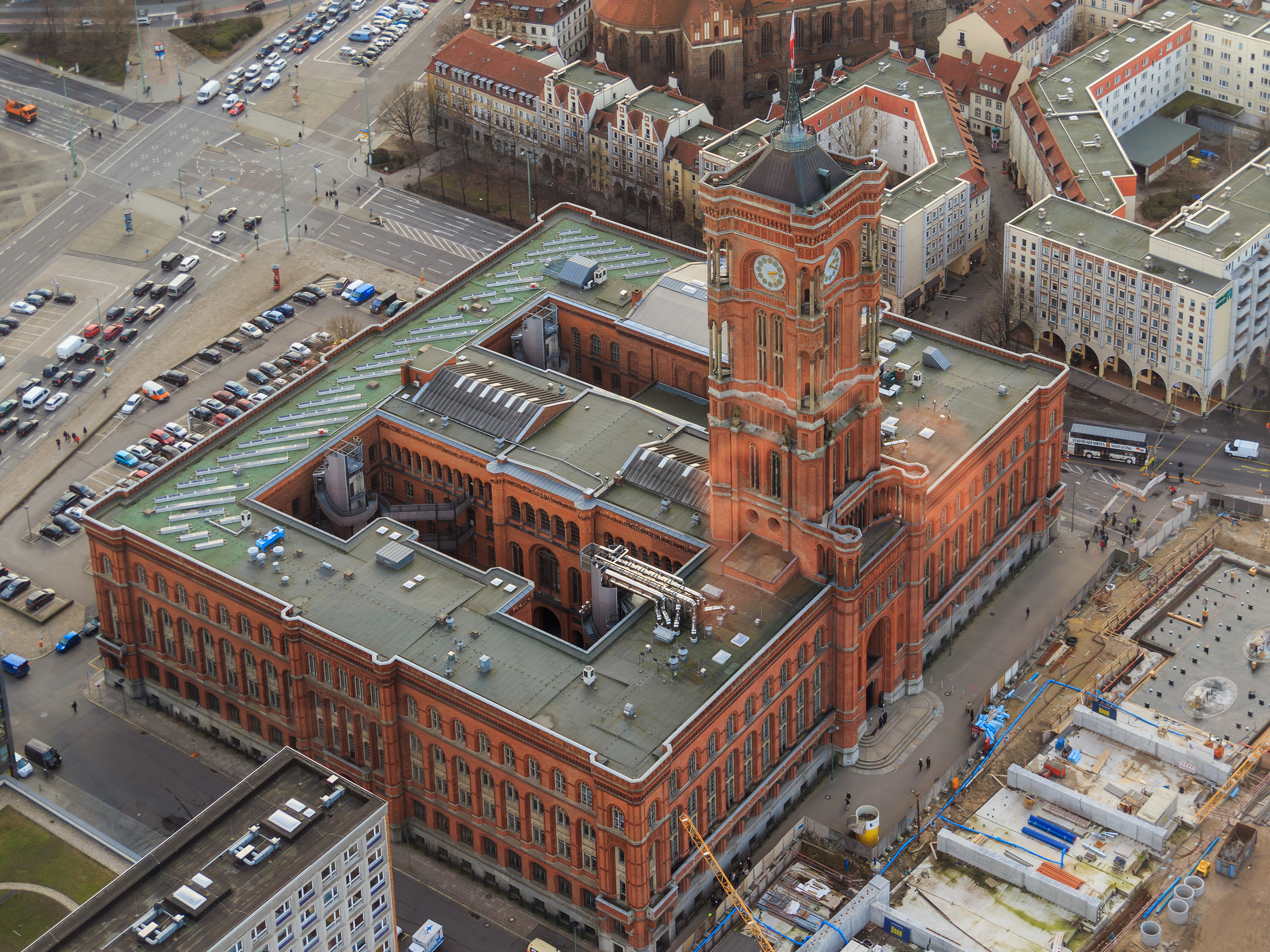
Rudá radnice (z televizní věže)

Spolková země Berlín je vedle Hamburku a Brém jedním ze tří městských států Spolkové republiky Německo. V čele města stojí vládnoucí starosta (Regierender Bürgermeister, primátor), volený poslaneckou sněmovnou (Abgeordnetenhaus), který jmenuje jednotlivé senátory exekutivního orgánu města, jímž je senát. Sídlem berlínského senátu je dnes tzv. Rudá radnice (Rotes Rathaus) ve čtvrti Berlin-Mitte. Poslanecká sněmovna má být volena každých pět let. Ve spolkových orgánech Německa je Berlín zastoupen 23 mandáty ve Spolkovém sněmu (Bundestag) a 4 mandáty ve Spolkové radě (Bundesrat). Strany, které v Berlíně kandidují při volbách, odpovídají až na malé výjimky stranám v Německu.

## Primátoři města

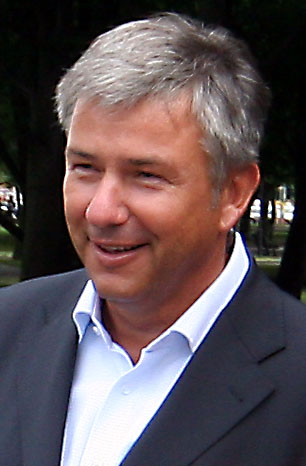
Vládnoucí starosta Berlína v letech 2001–2014, Klaus Wowereit

Titul berlínského primátora (podle české terminologie) zněl dříve vrchní starosta (Oberbürgermeister). Poté, co sovětská okupační moc roku 1948 instalovala vlastního vrchního starostu pro Východní Berlín, byl úřední titul pro starosty Západního Berlína pozměněn na vládnoucí starosta (Regierender Bürgermeister); tento titul zůstal v platnosti pro celý Berlín i po sjednocení města.
Berlínskému vládnoucímu starostovi připadá dvojí role: je starostou hlavního města Německa a jako hlava městské spolkové země má zároveň funkci ministerského předsedy. Dva členové senátu jsou jeho zástupci, kteří mají úřední titul starosta (Bürgermeister).
Mimo primátora celého města a jeho zástupců existují v každém z dvanácti berlínských obvodů (Bezirk) ještě obvodní starostové (Bezirksbürgermeister), jejichž kompetence jsou však omezeny skutečností, že berlínské obvody nemají status samostatných obcí.
Z berlínských primátorů, jejichž známost přesáhla hranice města, lze jmenovat následující: Ernst Reuter (SPD, 1948–1953), Willy Brandt (SPD, 1957–1966, později kancléř SRN), Richard von Weizsäcker (CDU, 1981–1984, později prezident SRN), Eberhard Diepgen (CDU, 1984–1989 a 1991–2001). (Všichni ze Západního Berlína.) K nejpopulárnějším politikům patřil i primátor Klaus Wowereit.

## Senát
Senát města Berlína je – obdobně jako i v dalších dvou městských státech Hamburku a Brémách – název vlády těchto spolkových zemí. V Berlíně senát pozůstává z až osmi senátorů, kteří jsou do svých funkcí jmenováni primátorem.
Po sjednocení Berlína v roce 1990 se stal Berlín baštou CDU, která v 90. letech drtivě vyhrála všechny volby do Poslanecké sněmovny Berlína a přes deset let vládla ve velké koalici s SPD. To se změnilo na přelomu 20. a 21. století, kdy finanční a politická krize doprovázená obrovskými skandály zkompromitovala špičky berlínské CDU i stranu samotnou a srazila oblibu a volební výsledky berlínské CDU na polovinu.
Berlín se v důsledku toho stal baštou levice a dalších deset let mu (po krátké epizodě koalice SPD a zelených) vládla koalice SPD a postkomunistické PDS (později Linke). Ve volbách v roce 2011 ovšem tato koalice ztratila většinu ve Sněmovně, což vedlo k obnovení velké koalice SPD a CDU, v níž ovšem oproti dřívějšku byla tou silnější stranou SPD. Ve volbách v roce 2016 se očekává, že obě strany si sice udrží svoje pozice první a druhé nejsilnější strany, ovšem v důsledku výrazných ztrát obou přijde jejich koalice o většinu.

## Volby do poslanecké sněmovny

Volby do Poslanecké sněmovny Berlína

Berlín platil dlouhou dobu jako město s obyvatelstvem, které tradičně volilo SPD. SPD vládla ve městě zprvu sama, poté v koalici s FDP. Tato situace se změnila při předčasných volbách roku 1981, kdy vládu převzala CDU (později v koalici s FDP). Až roku 1989 došlo opět ke změně a ke koalici mezi SPD a stranou Zelených (v Berlíně tehdy ještě AL – Alternative Liste). Po prvních volbách sjednoceného města roku 1990 došlo k vytvoření velké koalice mezi SPD a CDU, která přetrvala do roku 2001, kdy vládu převzala koalice SPD a PDS.

### Volby 1999
Volby zklamaly naděje SPD, která se nemohla prosadit, i když zprvu její vítězství platilo jako jisté (mimo jiné i po úspěchu ve spolkových volbách 1998); jediným východiskem bylo pokračování ve velké koalici s CDU.

### Volby 2001
K volbám došlo v historii města již po páté předčasně, 2001 v důsledku bankovního skandálu, kdy SPD svému dosavadnímu koaličnímu partneru CDU odmítla dále důvěru.
Po volbách v říjnu 2001 došlo k vytvoření koalice mezi sociálnědemokratickou SPD a PDS (vzešlé z komunistické SED bývalé NDR) v čele s primátorem Klausem Wowereitem (SPD) poté, co ztroskotaly koaliční rozhovory mezi SPD, Zelenými a svobodnými demokraty FDP. Vytvoření tzv. rudo-rudého senátu vyvolalo celou řadu negativních reakcí (jednalo se o senát hlavního města) a profetování brzkého ztroskotání. Vývoj však ukázal, že oba partneři přistupovali k řešení skutečně palčivých problémů města velice realisticky. Dokonce i práce senátora pro hospodářství, Haralda Wolfa, člena PDS, našla pozitivní odezvu dokonce i v kruzích berlínského průmyslu, naposledy např. slovy Eric Schweizera, předsedy berlínské Průmyslové a obchodní komory IHK.

### Volby 2006

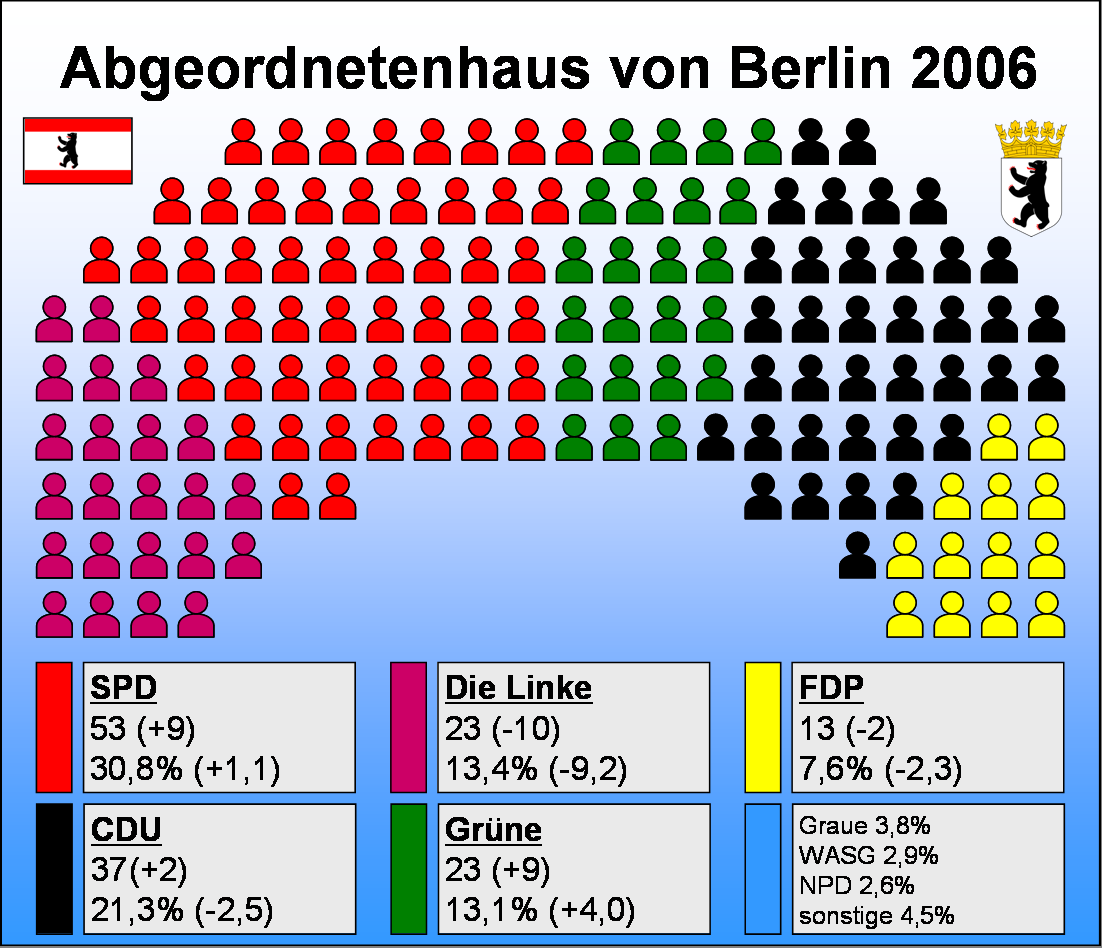
Rozdělení mandátů 2006

Volební boj se vyznačoval dvěma body. Jednak to byla skutečnost, že k překvapení většiny pozorovatelů tento rudo-rudý senát neztroskotal, ale přestál celé volební období, navíc pak nejen s pozitivními výsledky ale i s neutuchající oblíbeností (zejména osoby primátora Wowereita).
Dále to byla přítomnost nové strany WASG. Tato strana, vzniklá odštěpením od SPD, se na spolkové úrovni rozhodla kandidovat na společných listinách s PDS, která se mezitím přejmenovala na Die Linke. Berlínská frakce toto spojení odmítla a ohlásila vlastní volební boj a kandidaturu – přes protesty spolkového vedení. To přirozeně poněkud oslabilo naděje PDS. Předvolební boj a také ankety ukázaly, že myslitelná je i koalice SPD – Zelení; berlínské CDU, nacházející se již delší dobu v krizi, se velké naděje nepřipisovaly. Volby tento trend potvrdily – s tím, že značná část voličů favorizovala změnu ke koalici SPD se Zelenými, kteří značně získali.